# Pere Antoni Serra Bauzà
Pere Antoni Serra Bauzà   (Sóller, 18 d'agost de 1928 - Palma, 2 de novembre de 2018) fou un empresari mallorquí president del Grup Serra, empresa de mitjans de comunicació, editora dels diaris Ultima Hora —el de més difusió de les Illes Balears—, Diari de Balears —el primer en català de les Balears— i Majorca Daily Bulletin —fundat el 1961 i publicat des de llavors en anglès—; i dels setmanaris Mallorca Magazin —en alemany— i Sóller —la més antiga de les publicacions d'Espanya, ja que s'edita des de 1885—, entre d'altres. Pel que fa als audiovisuals, el Grup disposa d'una sèrie d'emissores radiofòniques —entre les quals destaca Última Hora Ràdio—, així com de la productora Nova Televisió. Era fill de l'escriptor i periodista Miquel Serra Pastor i de Carme Bauçà Mayol, i tenia dos germans: Antoni i Trinitat.

## Biografia
El 1953, Pere Serra fundà l'editorial Atlante, des de la qual dugué a terme la publicació de novel·les com Bearn, de Llorenç Villalonga o La familia de Pascual Duarte de Camilo José Cela, traduïda (1957) al català per Miquel Manuel Serra Pastor. Així mateix, edità El vol de l'alosa, obra il·lustrada amb 21 dibuixos originals de Joan Miró i 19 poemes de diversos autors mallorquins.
Com a promotor cultural i director editorial, ha dut endavant la publicació d'obres tan importants com la Gran Enciclopèdia de Mallorca, l'Enciclopedia práctica de medicina y salud de Baleares, Els Reis de Mallorca i la Gran enciclopèdia de la pintura i l'escultura a les Balears. A més, el 2000 promogué la traducció al català de Die Balearen (Les Balears descrites per la paraula i la imatge), de l'arxiduc Lluís Salvador d'Àustria.
Fruit de la seva amistat amb Joan Miró, el 1984 escrigué Miró i Mallorca —que es publicà en català, castellà, anglès, francès, alemany i japonès—, del qual s'ha fet una segona edició actualitzada. Per altra banda, és autor de Brujas la bella, Brujas la muerta (1956), Vinos y dioses (1985), amb litografies d'Enrique Broglia, De Guillem de Torrella a Juli Ramis (1986), amb litografies de Juli Ramis, 101 escultures a la vall de Sóller (1995), 101 pintors (Memòries d'una col·lecció) (2000), L'ombra del garrover. Escrits sobre art (1957-2003) (2003), Memòries d'un museu. Diàlegs en es Baluard (2007), Viatge a la Xina (2008) i Juli Ramis a Can Prunera (2010); i coautor de Can Prunera Museu Modernista. Catàleg dels grans mestres dels segles XIX i XX (2010).
Persona molt vinculada al món artístic, el 1978 promogué els actes d'homenatge del 85è aniversari de Joan Miró, dels quals destacaren una exposició antològica a la Llotja de Palma i una mostra d'homenatge de 365 artistes al Casal Solleric (Palma). Fou (1992) un dels impulsors i promotors del Museu d'Art Contemporani de Valldemossa i el 1996 projectà la creació de la Fundació d'Art Serra, de la qual és president. El febrer de 1997 es posà al capdavant del Consorci del Museu d'Art Modern i Contemporani de Palma es Baluard, bessó del futur museu, inaugurat el 2004. A més, a Sóller i com a president de la Fundació Tren de l'Art, promogué la transformació del casal modernista can Prunera en un centre artístic dedicat al modernisme i a exposicions temporals.
Ha estat distingit amb nombrosos guardons i distincions, entre els quals destaquen la Gran Creu de l'Orde Civil d'Alfons X el Savi, les medalles d'Or de l'Ajuntament de Palma i la d'Honor i Gratitud del Consell de Mallorca, la Creu de Sant Jordi, les medalles d'Or al Mèrit al Treball, al Mèrit Turístic i al Mèrit a les Belles Arts, del Govern espanyol i la Medalla d'Or del Govern de les Illes Balears. Fou acadèmic numerari de la Reial Acadèmia de Belles Arts de Sant Sebastià de Palma i acadèmic corresponent de la Real Academia de Bellas Artes de San Fernando de Madrid, doctor honoris causa pel Dowling College, d'Oakdale (Nova York), Fill Il·lustre de Sóller i Fill Adoptiu de Fornalutx.
Dia 2 de novembre de 2018 va morir al seu domicili de Palma.

## Reconeixements
- 1996: Creu de Sant Jordi de la Generalitat de Catalunya.
- 2010: Medalla d'Or de la Comunitat Autònoma de les Illes Balears.[4]